# Natalie Geisenberger
Natalie Geisenberger (n. 5 februarie 1988, München, RFG) este o sportivă ce a reprezentat Germania, medaliată olimpică. A participat la 3 ediții ale Jocurilor Olimpice (2010, 2014, 2018) în care a câștigat două medalii de aur și o medalie de bronz.